# 納塔利婭·基里洛芙娜·納雷什金娜
納塔利婭·基里洛芙娜·納雷什金娜（俄语：Ната́лья Кири́лловна Нары́шкина，1651年9月1日—1694年2月4日）是沙皇阿列克謝·米哈伊洛維奇的第二位夫人，彼得大帝的母親、费奥多尔三世和伊凡五世的继母。她守寡后，两位继子费奥多尔和伊凡都很敬爱她，称她为“妈妈”。
彼得大帝在異母兄费奥多尔三世死後继位，由納雷什金娜摄政，而费多尔的胞弟伊凡因智力缺陷没有继位。不久發生近衛軍暴動，她的兩名兄弟基里爾和伊凡·納雷什金當著彼得大帝的面被暴動士兵殺死，而她被封為波雅尔的養父阿塔蒙·馬特維耶夫亦被殺害，由此阿列克謝第一任夫人所生的女兒蘇菲亞拥立伊凡为伊凡五世，与彼得并立，蘇菲亞亦取代納雷什金娜摄政，掌握實權。納雷什金娜与彼得同住，由教会接济，生活相对贫穷。
1689年8月，彼得推翻索菲亚，納雷什金娜回宫，她的兄弟列夫·納雷什金被任为外交大臣和实质首相。1694年，納雷什金娜死後，彼得大帝親政。